# Амарележа
Амарележа (порт.  Amareleja) — фрегезия (район) в муниципалитете Мора округа Бежа в Португалии. Территория — 108,34 км². Население — 2763 жителей. Плотность населения — 25,5 чел/км².
Летом 2003 года, во время аномальной жары в Европе, здесь была зарегистрирована одна из самых высоких температур за всю историю метеорологических наблюдений в стране.

## Экономика

### Солнечная электростанция
В Амарележе построена крупная солнечная электростанция. Начала производить электроэнергию в марте 2008 года. Электростанция имеет более чем 262 000 солнечных батарей, установленных на 250 гектарах, общей стоимостью 237 млн евро. На полной мощности эта станция может производить до 93 млн кВт·ч в год, что достаточно для снабжения 30 тыс. домов. С установленной мощностью 46,41 МВт, центральная солнечная электростанция Амарележа является первой по величине в мире.